# 황하오란
황하오란(黃浩然, 황호연, 영문명은 Raymond Wong, Raymand Wong, 1975년 8월 25일 ~ )은 중화인민공화국 홍콩 특별행정구의 남성 영화배우, 연극배우, 텔레비전 연기자, 가수, 방송인이다.

## 생애
1997년 영화 《십만화급(十萬火急)》의 단역으로 영화배우 데뷔하였으며 2000년부터는 텔레비전 드라마에도 출연하기 시작하였고 이듬해 2001년에는 방송MC 첫 입문하였다.
2003년에는 가수로도 데뷔하였으며 2006년에는 연극배우로도 데뷔하였다.